# 최현급 구축함
최현급 구축함(崔賢級驅逐艦)은 조선인민군 해군(KPN)의 미사일 구축함 함급이다. 첫 함정은 2024년 12월 30일 조선인민군에 의해 공개되었다. 두 번째 함정은 진수 중 전복되었다.

## 역사
2025년 4월 25일, 첫 함정이 진수되었다.
5월 21일 청진에서 두 번째 함정 진수 중 "엄중한 사고"가 발생하여 선체가 손상되었다. 김정은은 이를 "범죄적 행위"로 규정하며 "순간 국가의 존엄과 자존심을 훼손했다"고 말했다. 그는 함정을 6월 다음 당 전원회의까지 복구해야 한다고 말했다. 그는 또한 함정 설계 책임자들을 처벌해야 한다고 촉구했다. 두 번째 함정 진수 실패의 결과로 북한은 수석 엔지니어, 건설 책임자, 행정 관리자 등 4명의 관계자를 체포했다. 북한의 국영 통신사인 KCNA에 따르면 조선로동당 중앙군사위원회 위원인 리형선도 체포되었으며 "엄중한 사고에 대해 상당한 책임이 있다"고 판단되었다.

## 개발

### 명칭
선도함은 동북항일연군의 장군으로 복무했으며 나중에 북한의 인민무력부장이 된 북한 장군 최현의 이름을 따서 명명되었다.

### 설계
조선인민군 해군에서 위상배열 레이더와 수직발사장치를 갖춘 최초의 수상 함정이다.

## 동급 함정
| 함명 | 선체 번호 | 건조자           | 기공일     | 진수일                    | 취역일 | 상태                          |
| ---- | --------- | ---------------- | ---------- | ------------------------- | ------ | ----------------------------- |
| 최현 | 51        | 남포조선소, 남포 | 2024년 5월 | 2025년 4월 25일           |        | 시험 중                       |
| 강건 | 52        | 청진조선소, 청진 | 2024년 5월 | 2025년 5월 21일 (첫 시도) |        | 진수 중 손상, 전복됨, 수리 중 |